# چارلز آر اسپنسر
چارلز آر اسپنسر (به انگلیسی: Charles R. Spencer) یک کشتی است که طول آن ۱۸۴ فوت (۵۶ متر) می‌باشد. این کشتی در سال ۱۹۰۱ ساخته شد.